# Mycetophila v-nigrum
Mycetophila v-nigrum är en tvåvingeart som beskrevs av Lundstrom 1913. Mycetophila v-nigrum ingår i släktet Mycetophila och familjen svampmyggor. Arten är reproducerande i Sverige. Inga underarter finns listade i Catalogue of Life.